# Paramesus (Fabaceae)
Paramesus là một chi thực vật có hoa trong họ Đậu.